# Цолинг
Цолинг (њем. Zolling) општина је у њемачкој савезној држави Баварска. Једно је од 24 општинска средишта округа Фрајзинг. Према процјени из 2010. у општини је живјело 4.202 становника. Посједује регионалну шифру (AGS) 9178157.

## Географски и демографски подаци
Цолинг се налази у савезној држави Баварска у округу Фрајзинг. Општина се налази на надморској висини од 429 метара. Површина општине износи 34,5 km². У самом мјесту је, према процјени из 2010. године, живјело 4.202 становника. Просјечна густина становништва износи 122 становника/km².